# Argyrogramma verruca

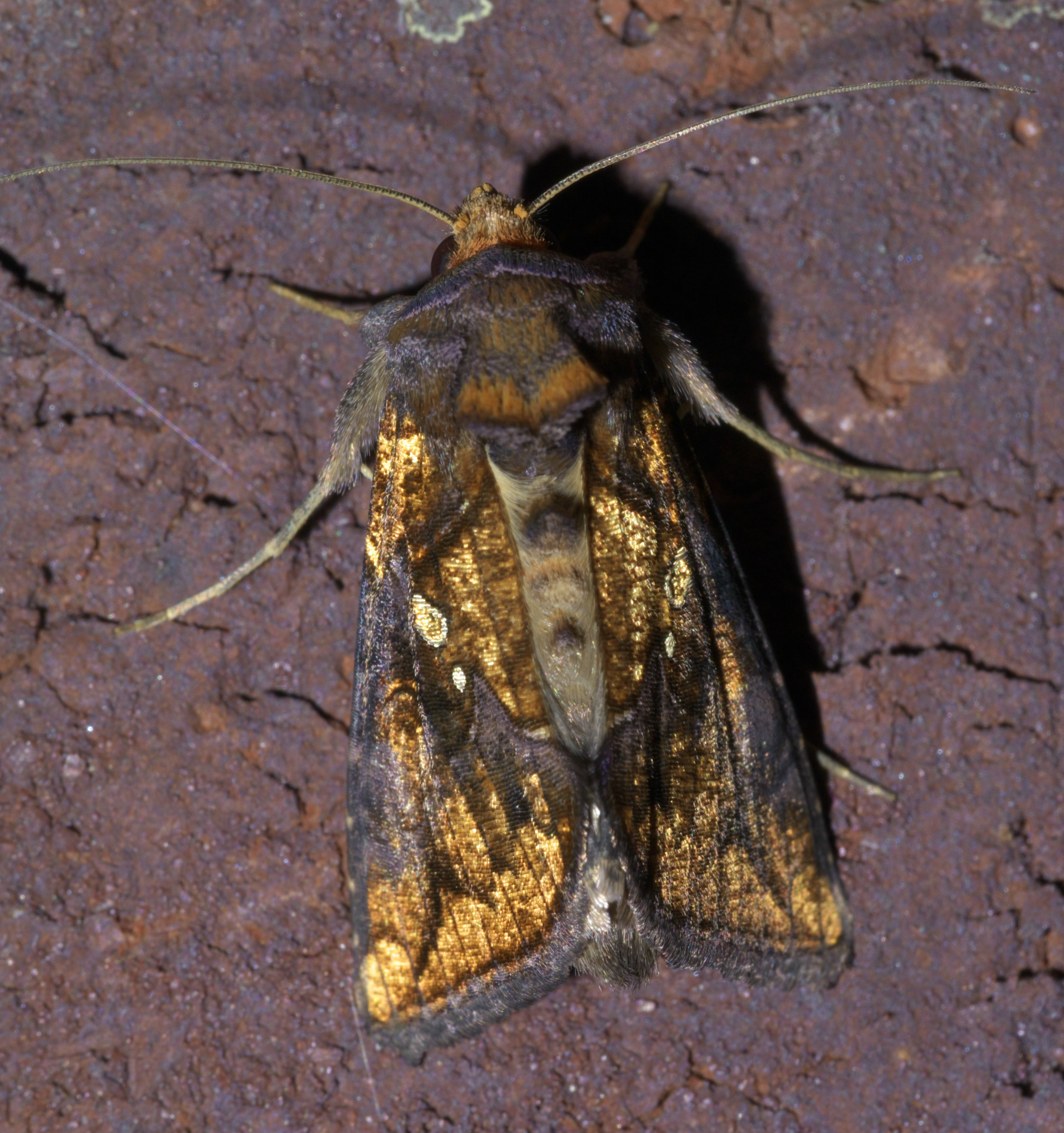
Argyrogramma verruca in Oklahoma

Argyrogramma verruca ist ein in Nord-, Mittel- und Südamerika vorkommender Schmetterling (Nachtfalter) aus der Familie der  Eulenfalter (Noctuidae).

## Merkmale

### Falter
Die Falter erreichen eine Flügelspannweite von 28 bis 34 Millimetern. Die Vorderflügeloberseite ist kastanienbraun gefärbt und goldfarben überstäubt. Die metallisch silbrig schimmernde, tropfenförmige Makel im Mittelfeld ist meist geteilt. Zwischen Makel und Innenrand sowie am Apex heben sich kräftig metallisch golden schimmernde Felder deutlich ab. Die Hinterflügeloberseite ist graubraun gefärbt und zeigt einen leicht verdunkelten Bereich vor dem Außensaum. Am Kopf der Falter befindet sich ein dichtes Haarbüschel. Der Körper ist pelzig behaart und besitzt weitere kleinere Haarbüschel.

### Raupe
Ausgewachsene Raupen haben eine grüne Farbe. Sie zeigen mehrere sehr dünne weiße Rücken- und Seitenlinien.

## Verbreitung und Vorkommen
Das Verbreitungsgebiet von Argyrogramma verruca zieht sich vom Südosten Kanadas über den Osten der USA und Mittelamerika bis nach Argentinien. Die Art besiedelt bevorzugt tropische Gebiete.

## Lebensweise
Die Falter fliegen in mehreren Generationen, schwerpunktmäßig im Oktober. In Florida sind sie das ganze Jahr hindurch anzutreffen. Sie sind nachtaktiv und fliegen künstliche Lichtquellen an. Das von den Weibchen produzierte Pheromon wurde entnommen und mittels Gaschromatographie und Massenspektrometrie identifiziert. Bei Bedarf könnte es labortechnisch hergestellt werden und in Pheromonfallen eingesetzt werden. Als Nahrungsquelle der Raupen dienen die Blätter einer Vielzahl niedriger Pflanzen sowie Mais (Zea mays) und Tabak (Nicotiana).